# Starokrščanski in bizantinski spomeniki v Solunu
Solun je bil drugo največje mesto v Vzhodnem rimskem cesarstvu poleg Konstantinopla (sodobni Carigrad), imel je pomembno vlogo za krščanstvo v srednjem veku in so ga krasile impresivne stavbe. Zaradi pomena Soluna v zgodnjem krščanskem in bizantinskem obdobju je v mestu več paleokrščanskih spomenikov, ki so pomembno prispevali k razvoju bizantinske umetnosti in arhitekture po vsem Bizantinskem cesarstvu in Srbiji. Razvoj cesarske bizantinske arhitekture in blaginja Soluna gresta z roko v roki, zlasti v prvih letih cesarstva, ko je mesto še naprej cvetelo. Kljub zavzetju Soluna s strani Osmanskega cesarstva leta 1430, krščanski spomeniki niso bili uničeni in popotniki, kot sta Paul Lucas in Abdulmedžid I., dokumentirajo bogastvo mesta s krščanskimi spomeniki v času osmanskega nadzora nad mestom.
Leta 1988 je bilo petnajst spomenikov v Solunu uvrščenih na Unescov seznam svetovne dediščine pod imenom Starokrščanski in bizantinski spomeniki v Solunu:

## Cerkve in samostani
- Mestno obzidje (4./5. stoletje)
- Galerijeva vrata in Rotunda v Solunu (4. stoletje)
- Cerkev Ahejropoeta (5. stoletje)
- Bazilika Svetega Demetrija (7. stoletje)
- Samostan Latomu (6. stoletje)
- Hagija Sofija v Solunu (8. stoletje)
- Cerkev Panagia Halkeon (11. stoletje)
- Cerkev svetega Pantelejmona (14. stoletje)
- Cerkev svetih Apostolov (14. stoletje)
- Cerkev svetega Nikolaja (14. stoletje)
- Cerkev svete Katarine (13. stoletje)
- Cerkev Kristusa Odrešenika (14. stoletje)
- Samostan Vlatades (14. stoletje)
- Cerkev preroka Elije (14. stoletje)
- Bizantinsko kopališče

## Drugi spomeniki
- Solunski hipodrom
- Vardarska vrata (zahodna Kamara)

## Galerija
- Mestno obzidje Soluna
- Galerijeva vrata in Rotunda v Solunu
- Cerkev Ahejropoeta (Solun)
- Cerkev svetega Demetrija v Solunu
- Samostan Latomu (Solun)
- Hagija Sofija v Solunu
- Panagia Halkeon (Solun)
- Cerkev svetega Pantelejmona
- Cerkev svetih Apostolov
- Cerkev svetega Nikolaja
- Cerkev svete Katarine
- Cerkev Odrešenika
- Samostan Vlatades
- Cerkev preroka Elije
- Rimsko kopališče v Solunu